# Si tu tends l'oreille
 (novembre 2023).
Si vous disposez d'ouvrages ou d'articles de référence ou si vous connaissez des sites web de qualité traitant du thème abordé ici, merci de compléter l'article en donnant les références utiles à sa vérifiabilité et en les liant à la section « Notes et références ».
En pratique : Quelles sources sont attendues ? Comment ajouter mes sources ?
Si tu tends l’oreille (耳をすませば, Mimi o Sumaseba) est un film d'animation du Studio Ghibli, sorti en 1995, dont l'histoire est issue du manga éponyme de Aoi Hiiragi. Ce film d'animation est réalisé par Yoshifumi Kondō — alors pressenti comme étant le successeur de Hayao Miyazaki, scénariste du film et plus célèbre réalisateur et scénariste du studio. Ce fut cependant son unique film ; il mourut trois ans plus tard d'une rupture d'anévrisme, ce qui fut l'une des raisons du départ à la retraite de Miyazaki la même année. Miyazaki reprit finalement ses activités pour réaliser Le Voyage de Chihiro, mais également des courts métrages dédiés au Musée Ghibli comme la suite de Mon Voisin Totoro : Mei et le Chatonbus (めいと子猫バス, Mei to Konekobasu).
Une suite au film a été réalisée en 2001 par Hiroyuki Morita : Le Royaume des chats. Il ne s'agit pas d'une suite directe, mais plutôt d'une sorte de suite spirituelle, du même auteur Hiiragi Aoi, qui verra d'ailleurs certains protagonistes comme le Baron Humbert Von Gikkingen qui cette fois, à défaut d'être une statuette source de fascination, est un des personnages principaux du film.
On notera que le compositeur Yūji Nomi revient pour ce long-métrage.
Le film d'animation Si tu tends l'oreille a eu, au Japon, en 2021, une adaptation en film en prise de vues réelles. Cette version n'est pas encore licenciée en France.

## Thème
L'action se déroule dans les années 1990, dans la ville nouvelle de Tama, dans la banlieue de Tokyo.
Le thème principal s'articule autour de la relation naissante entre les deux principaux protagonistes ainsi que la recherche de sa voie par Shizuku.
On note, en thème secondaire, un jeu de chassé-croisé amoureux entre jeunes adolescents.
Comme souvent dans les films de Hayao Miyazaki (qui n'en est pas le réalisateur, mais s'est beaucoup impliqué dans le projet), le thème du travail manuel et de l'artisanat se trouve aussi en toile de fond.

## Synopsis
Passionnée de lecture, Shizuku Tsukishima fréquente assidûment tant la bibliothèque municipale, où travaille son père, que celle de son collège, y compris pendant les congés scolaires, usant pour cela des bonnes relations qu'elle entretient avec l'infirmière.
Lors de ces lectures, elle remarque grâce aux fiches de suivi que tous les livres qu'elle a emprunté l'ont précédemment été par un certain Seiji Amazawa.
Shizuku Tsukishima possédant un talent pour la poésie, ses amies lui ont demandé d'adapter en japonais la chanson Country Roads ; parallèlement à cette adaptation, elle a également écrit sur le même thème musical une chanson parodique Concrete Road (la route en béton) moquant sa banlieue. Après avoir présenté ces deux versions à son amie Yuko Harada, elle oublie sur un banc le livre contenant les paroles des chansons. Revenant sur ses pas pour le récupérer, elle le trouve dans les mains d'un garçon inconnu qui le lui rend tout en se moquant de sa négligence ainsi que sa chanson parodique.
Peu après, alors qu'elle se rend à la bibliothèque municipale pour consulter des livres mais aussi apporter son repas à son père, Shizuku voit un chat prendre le train avec elle. Intriguée et amusée par le comportement du félin, elle le suit pour arriver, après quelques déambulations, dans une petite boutique d'antiquités. Elle y rencontre le propriétaire, un vieil homme sympathique.
En retard, elle sort précipitamment de la boutique et rencontre à nouveau le mystérieux garçon, accompagné du chat, qui lui apporte le bentō oublié chez l'antiquaire, et se moque à nouveau d'elle à propos de sa chanson.
Par la suite, elle se rend à nouveau plusieurs fois à la boutique, où elle trouve porte close.
Elle y rencontre finalement le garçon moqueur, qui s'avère être le petit-fils de l'antiquaire, mais aussi le fameux Seiji Amazawa ! À cette occasion, Shizuku se lie d'amitié avec Seiji et apprend que celui-ci travaille à devenir luthier et souhaite aller étudier ce métier à Crémone.
Lorsque Seiji part en Italie pour un stage d'essai chez un luthier ami de son grand-père, Shizuku, honteuse de ne pas avoir une telle ambition, décide d'écrire un roman pendant son absence. Le sujet est inspiré d'une statuette ayant une grande valeur sentimentale pour le grand-père de Seiji. Celui-ci encourage Shizuku dans son projet d'écriture et ils conviennent qu'il sera le premier lecteur du roman.
Shizuku néglige alors ses études et tombe en échec scolaire. Sa famille est inquiète pour ses chances d'intégrer un bon lycée d'autant plus qu'elle refuse de révéler à quoi elle consacre son temps. Ses parents la laissent finalement libre de ses choix en lui rappelant toutefois que celui qui trace son propre chemin ne peut s'en prendre qu'à lui-même en cas d'échec.
Une fois le roman achevé, le grand-père de Seiji le lit et assure Shizuku de son talent, comparant les défauts de l'œuvre aux inévitables imperfections du travail d'un apprenti. Le grand-père raconte la véritable histoire de la statuette qui a de curieuses similarités avec l'histoire imaginée par Shizuku et exprime son admiration devant le fait que Shizuku ait transformé une histoire triste en une histoire pleine d'espoir.
Shizuku, consciente qu'elle n'a pas encore la maturité pour être un bon écrivain, décide de l'acquérir en se remettant à ses études et rassure sa famille à ce sujet.
Seiji revient de son premier voyage en Italie. Son maître luthier, réputé sévère, se porte garant de son talent auprès de ses parents, qui le laissent repartir pour effectuer dix années d'apprentissage auprès de ce maître. Il déclare sa flamme à Shizuku qui lui avoue la réciprocité de son sentiment et promet de l'attendre jusqu'à son retour.

## Fiche technique
- Titre original : 耳をすませば (Mimi o sumaseba?)

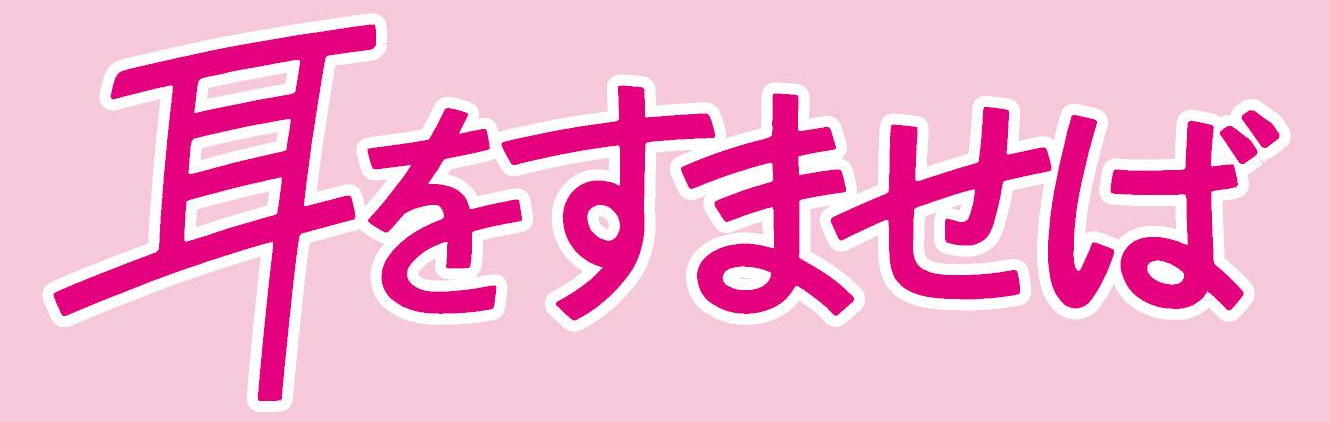
Logo japonais.

- Titre français : Si tu tends l’oreille
- Réalisation : Yoshifumi Kondō
- Scénario et story-board (ekonte) : Hayao Miyazaki, d’après l’œuvre d’Aoi Hiiragi
- Dessin des personnages : Yoshifumi Kondō
- Direction artistique : Satoshi Kuroda
- Photographie : Atsushi Okui
- Musique : Yūji Nomi
- Durée : 111 minutes
- Date de sortie :
  - Japon : 15 juillet 1995[5]
  - France : Janvier 2015 (DVD et Blu-Ray)

## Personnages
Les personnages du film sont les suivants:
Shizuku Tsukishima (月島 雫, Tsukishima Shizuku)
Voix japonaise : Yōko Honna, voix française : Kelly Marot
Collégienne de 14 ans, passionnée de lecture, douée pour les lettres, rêveuse. Au début du film, elle ne s'est pas encore interrogée sur l'orientation à donner à sa vie.
Seiji Amasawa (天沢 聖司, Amasawa Seiji)
Voix japonaise : Issei Takahashi, voix française : Hugo Brunswick
Le « mystérieux garçon des livres ». Scolarisé dans le même collège que Shizuku mais dans une autre classe et secrètement amoureux d'elle. Il travaille à devenir luthier, incité par son grand-père mais contre le souhait de ses parents.
Asako Tsukishima (月島 朝子, Tsukishima Asako)
Voix japonaise : Shigeru Muroi, voix française : Marie-Laure Dougnac
Mère de Shizuku. Mère au foyer active, ayant repris des études afin de pouvoir travailler.
Seiya Tsukishima (月島 靖也, Tsukishima Seiya)
Voix japonaise : Takashi Tachibana, voix française : Alexis Victor
Père de Shizuku. Il est employé à la bibliothèque municipale.
Baron Humbert von Gikkingen (フンベルト・フォン・ジッキンゲン男爵, Funberuto fon Jikkingen danshaku)
Voix japonaise : Shigeru Tsuyuguchi, voix française : Dominique Collignon-Maurin
Statuette anthropomorphe à tête de chat. Elle a été acquise en Allemagne avant-guerre par M. Nishi, alors étudiant. Elle revêt une très grande valeur sentimentale à ses yeux.
Shiro Nishi (西 司朗, Nishi Shirō)
Voix japonaise : Keiju Kobayashi, voix française : Marc Cassot
Grand-père de Seiji. Sa boutique d'antiquités abrite également un atelier d'apprentissage pour luthiers.
Yuko Harada (原田 夕子, Harada Yūko)
Voix japonaise : Maiko Kayama, voix française : Claire Baradat
Meilleure amie de Shizuku, ne se posant aucune question sur l'avenir, secrètement amoureuse de Sugimura.
Kōsaka-sensei (高坂先生, Kōsaka-sensei)
Voix japonaise : Minami Takayama, voix française :  Fabienne Galloux
Infirmière du collège de Shizuku.
Muta
Aussi appelé Moon. Gros chat très indépendant, prenant le train tout seul et fréquentant, entre autres domiciles, la maison de M. Nishi.
Sugimura (杉村)
Voix japonaise : Yoshimi Nakajima, voix française : Julien Alluguette
Ami de Shizuku et secrètement amoureux d'elle.
Shiho Tsukishima (月島 汐, Tsukishima Shiho)
Voix japonaise : Yorie Yamashita, voix française : Marion Lécrivain
Grande sœur de Shizuku, elle entre dans la vie active et quitte le foyer familial. Contrairement à sa petite sœur, elle ne se pose pas beaucoup de question sur le sens de sa vie, se contentant de suivre le chemin tout tracé par la société.

## Production
Les décors des scènes montrant les aventures de Baron ont été réalisés par Naohisa Inoue et se réfèrent à un univers de son invention, Iblard, qu'il décrit dans ses tableaux.
Dans le film, Shizuku traduit la chanson Take Me Home, Country Roads (coécrite et enregistrée par John Denver) en japonais pour la chorale de son école. Elle écrit aussi une parodie japonaise de la chanson, appelée Concrete Road, à propos de sa maison à l'ouest de Tokyo. Ces chansons jouent un rôle important à plusieurs moments du film.
Le chat « Moon » (Lune) ou « Muta » tel qu'il apparaît dans le film a eu pour modèle une chatte qui avait pris ses quartiers dans les locaux du Studio Ghibli. Le dos d'un livre dans la bibliothèque de l'école porte le nom de « Totoro », la pendule dans la boutique est de la marque « Porco Rosso » et la figurine de sorcière vers le bureau du personnage principal qui fait référence au film Kiki la petite sorcière.

## Distribution
- Au cours de son exploitation au Japon, le film était précédé du clip On Your Mark réalisé par Miyazaki pour la chanson éponyme du groupe Chage and Aska.

## Anecdotes
ChilledCow décide de faire appel à un artiste, avec « une étudiante occupée à réviser ses cours, avec un visuel à la Miyazaki ». Le personnage de Shizuku sert de base pour créer le personnage de Lofi Girl.
En juillet 2017, YouTube interrompt la diffusion en direct de la chaine ChilledCow pour atteinte au droit d'auteur. En effet, la chaîne utilisait des images du personnage de Shizuku Tsukishima, issues du film d'animation,. La diffusion reprend en septembre 2017 avec l'animation d'un nouveau personnage similaire.

## Seconde histoire dans le même univers
Aoi Hiiragi, l'auteur du manga dont est adapté Si tu tends l'oreille, a publié ensuite un autre manga, Baron, neko no danshaku (バロン 猫の男爵, Baron: neko no danshaku, littéralement « Baron, le chat baron »), dans lequel elle reprend certains personnages de la première histoire dans une intrigue toute différente et sans autre lien avec la première (c'est donc une autre histoire dans le même univers plutôt qu'une suite). Les deux personnages qui réapparaissent dans cette seconde histoire sont les deux chats Moon et Baron. Un film d'animation du studio Ghibli, adapté de ce second manga, est sorti en 2002 sous le titre Le Royaume des chats.